# K'Waun Williams
K'Waun Lamar Williams (Paterson, 12 luglio 1991) è un ex giocatore di football americano statunitense che ha militato nel ruolo di cornerback nella National Football League (NFL).

## Carriera professionistica

### Cleveland Browns
Dopo non essere stato scelto nel Draft NFL 2014, Williams firmò con i Cleveland Browns Debuttò come professionista nella settimana 1 contro i Pittsburgh Steelers mettendo a segno 3 tackle nella sconfitta per 30–27. Nella sua stagione da rookie terminò con 38 tackle, 8 passaggi deviati e un sack in 13 presenze, di cui 4 come titolare. L'anno seguente fece registrare 39 tackle in altre 13 presenze. Nella pre-stagione 2016 ebbe delle divergenze con lo staff medico della squadra riguardo ad un infortunio a una caviglia che richiese un intervento chirurgico e che portò alla fine i Browns a svincolarlo il 29 agosto. I Chicago Bears tentarono di assicurarsi le sue prestazioni ma l'affare non andò in porto dopo che Williams fallì un test fisico.

### San Francisco 49ers
Dopo avere perso l'intera stagione 2016, il 21 febbraio 2017 Williams firmò con i San Francisco 49ers. Il 24 dicembre 2017 mise a segno il primo intercetto in carriera ai danni di Blake Bortles dei Jacksonville Jaguars. Nel 2019 fece registrare i nuovi primati personali in intercetti (2) e fumble forzati (4). Il 2 febbraio 2020 partì come titolare nel Super Bowl LIV in cui mise a segno 6 tackle ma i 49ers furono sconfitti per 31-20 dai Kansas City Chiefs.

### Denver Broncos
Il 22 marzo 2022 Williams firmò con i Denver Broncos.

## Palmarès
- National Football Conference Championship: 1

San Francisco 49ers: 2019